# خانق (آلية)

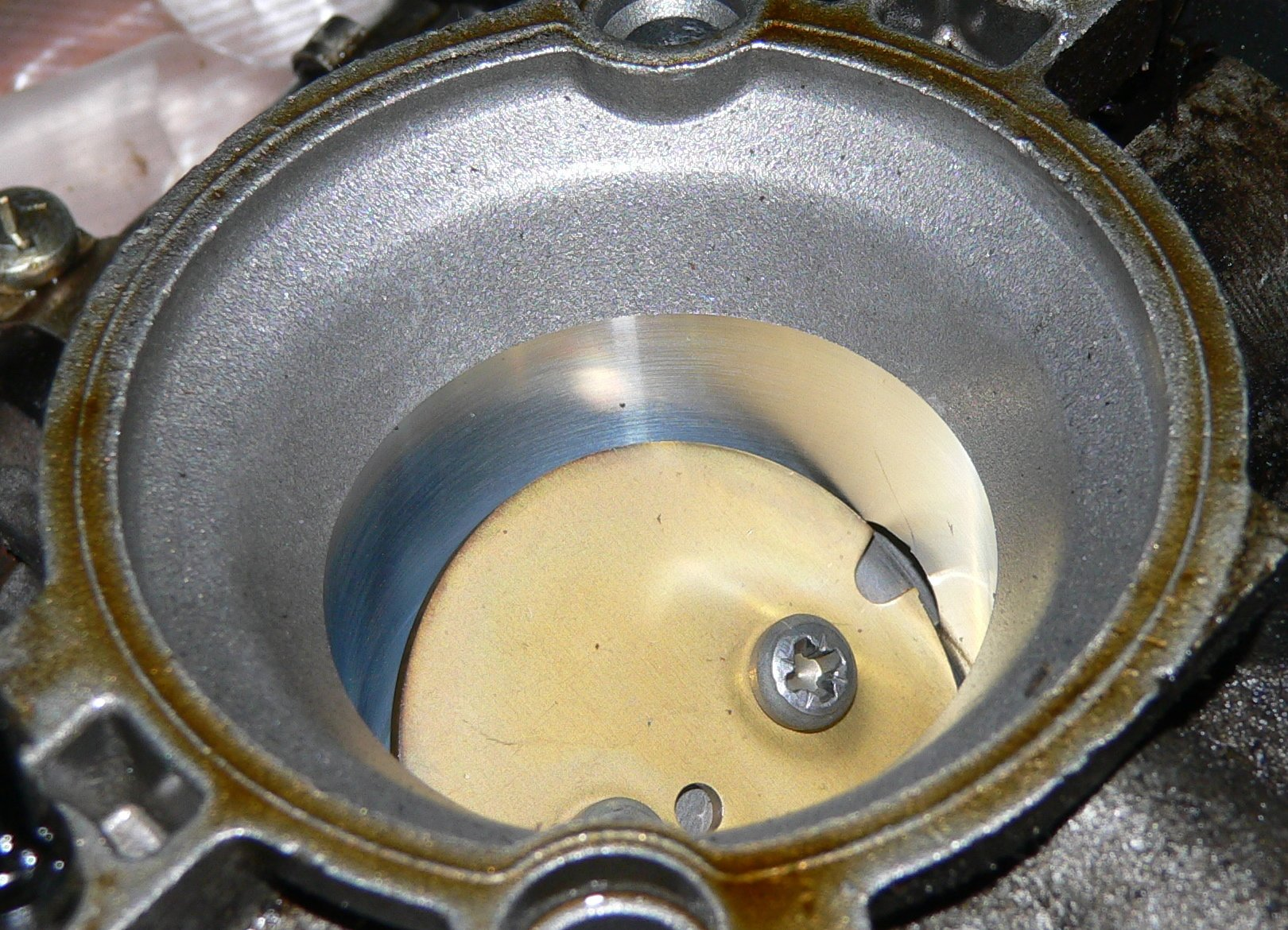

الخانِق؛ الصِّمام الخانِق؛ أو الشَّفاط (بالإنجليزية: throttle)‏، (بالفرنسية: Boîtier papillon)‏ هو أداة للتحكم في خرج قدرة المحرك وذلك بالتحكم في مقدار الهواء الذي يصل إلى الكاربراتير ، تدعى هذي الآلية بالخنق أو الكبح والتي من خلالها يتم إدارة تدفق السوائل عن طريق الانقباض و الانسداد.
يمكن زيادة أو تقليل قوة المحرك عن طريق تقييد الغازات الداخلة (باستخدام الصمام الخانق) ، ولكنها عادة ما تنخفض..صار مصطلح خنق يشير بشكل غير رسمي، إلى أي آلية يتم من خلالها تنظيم قوة المحرك أو سرعته، مثل دواسة الوقود في السيارة. ما يسمى غالبًا بالاختناق (في سياق الطيران) يسمى أيضًا رافعة الدفع ، خاصة للطائرات التي تعمل بمحركات نفاثة . بالنسبة للقاطرة البخارية ، يُعرف الصمام الذي يتحكم في البخار باسم المنظم.